# أوبن سوزي
نظام التشغيل أوبن سوزي openSUSE هو نظام تشغيلي يعتمد على نواة لينكس، ويتم تطويره من قبل المساهمين في مشروع جماعي مدعوم من قبل نوفل. وأوبن سوزي يعتبر أحد أشهر المشاريع لتطوير توزيعة لينكس عامة الاستخدام. بعد إغلاق سوزي لينكس في يناير 2004
قررت نوفل إصدار منتجات سوزي الاحترافية كمشروع مفتوح المصدر 100%، يتضمن هذا عملية تطوير جماعية.
الإصدار الأولي كان النسخة بيتا من سوزي بروفشنال 10.0، ثم توالت الإصدارات حتى الإصدار الأحدث في الثالث عشر من آذار 2013 وهو أوبن سوزي رقم 12.3.

## نبذة عن التوزيعة
يعتبر نظام التشغيل أوبن سوزي نظاما سهل الاستخدام نسبيا ومتين من الناحية البرمجية، أي أنه لا توجد به عيوب رئيسية تعيق عمله. وهذا النظام هو خليفة سوزي لينكس برو. ويستطيع النظام التعرف تلقائيا على الكثير من أنواع الحاسوب المكتبي أو الحاسوب المحمول والقطع الإلكترونية الموجودة داخله من معالجات رئيسية ووحدات معالجة الرسوميات والأقراص الصلبة ووسائل الإدخال ووسائل الإخراج المتنوعة، وبالتالي تسهل مهمة المستخدم من البحث عن مشغلات وتنزيلها، حتى أن بعض الحواسيب قد لا تحتاج إلى مشغلات إضافية أخرى غير التي يتم استخدامها تلقائيا من قبل النظام.
بالإضافة إلى واجهة سطر الأوامر (CLI) التقليدية، يتضمن النظام واجهة مستخدم رسومية (GUI) حيث يستطيع المستخدم من اختيار نوع الواجهة التي يريدها، ومنها: KDE, GNOME, LXDE و Xfce. ويستطيع أوبن سوزي تشغيل الكثير من برامج المستخدم المجانية أو المفتوحة المصدر، وهناك الكثير من البرامج التي يمكن للمستخدم البحث عنها وتحميلها ثم تثبيتها على الحاسوب بسهولة باستخدام الأدوات المتوفرة في النظام في برنامج التحكم ياست (Yast)، أو باستخدام واجهة سطر الأوامر لكتابة أمر التنزيل والتثبيت (Zypper).

## المميزات
تحتوي أوبن سوزي على العديد من المميزات، والتي من ضمنها:
تاتي سوزي ببرنامج الاعداد والتثبيت ياست، التي تتولى تقسيم القرص الصلب، اعداد النظام، إدارة حزم ار بي ام، وتثبيت التحديثات.
- ياست (YaST): برنامج يستخدم كمركز للتحكم بمكونات النظام والحاسوب.
- زيبب لإدارة الحزم (ZYpp): وهو برنامج حديث لإدارة الحزم ويوفر أيضا واجهة برمجية لاستخدامه.
- دعم XGL : وهي تقنية طورت من قبل نوفل تمكن المستخدم من القيام بأشكال مختلفة من المؤثرات البصرية بدون تحميل زائد للمعالج Processor.
- بيئة سطح مكتب: مثل جنوم وكي دي إي منقحة ومدعمة بعدة أدوات مختلفة.
- كومبيز: برنامج الــ شكل ثلاثي الأبعاد المعروف لدى مستخدمي لينكس.
- Beagle: للبحث في سطح المكتب.
- LibreOffice: يتضمن النظام حزمة البرامج المكتبية ليبر اوفس ليستطيع المستخدم إنشاء الملفات في معالج الكلمات أو العروض أو الجداول الحسابية وغيرها.

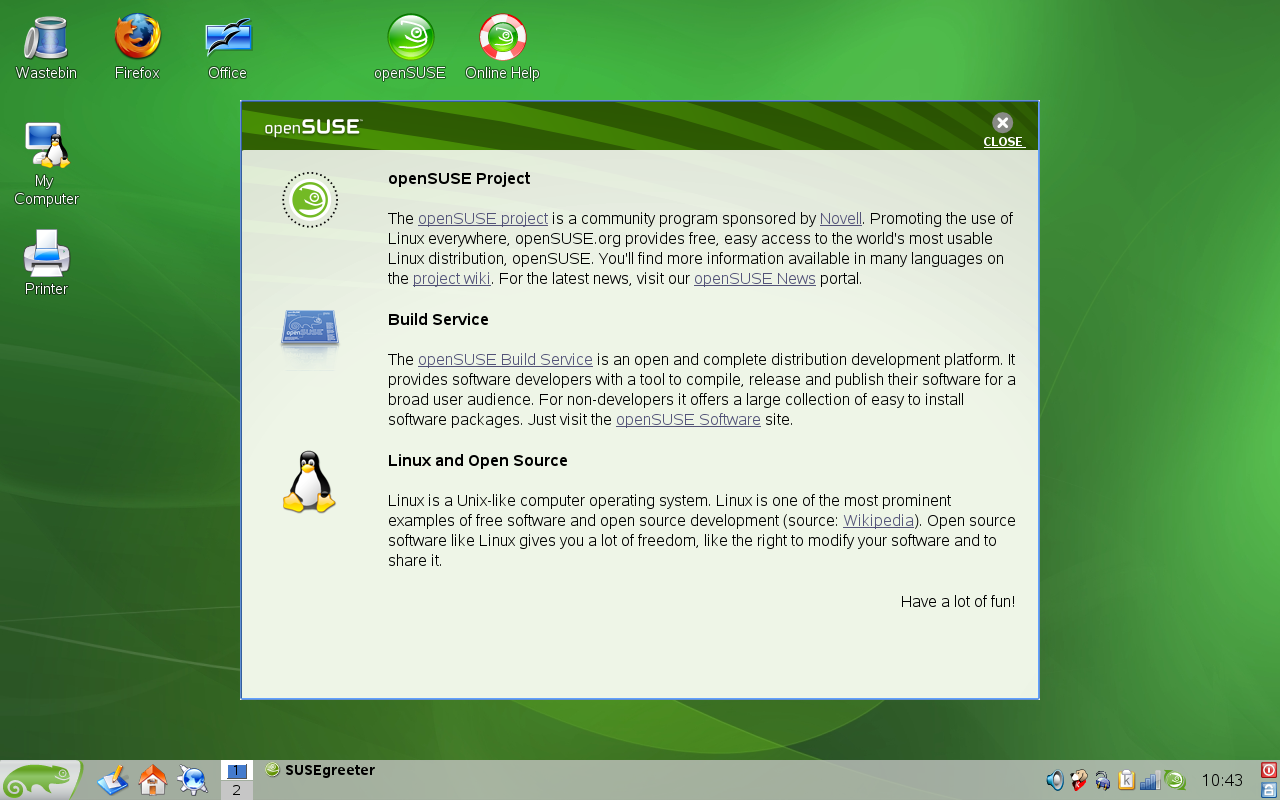
واجهة كي دي إي
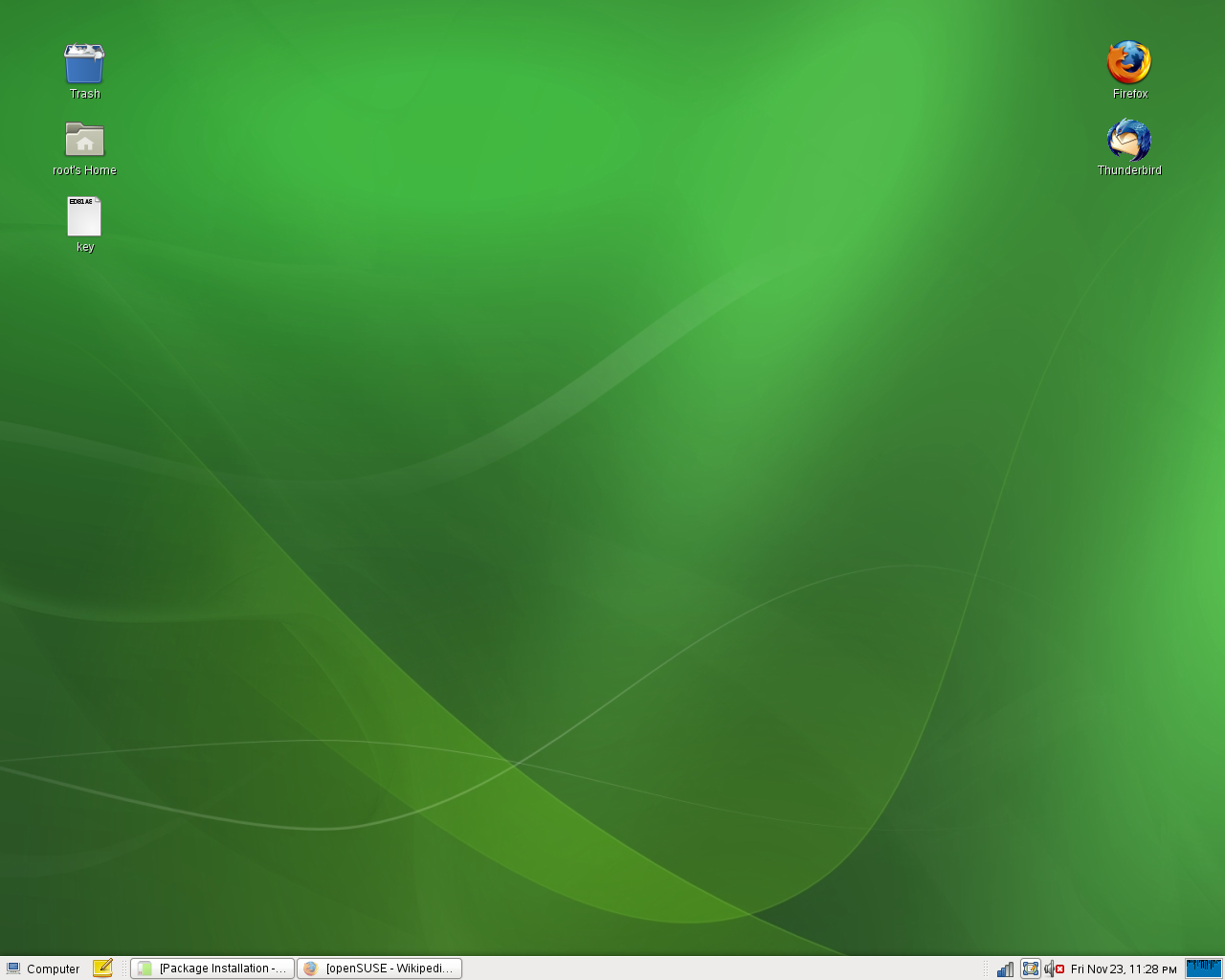
واجهة جنوم

## الإصدارات

### سوزي لينكس 10.0
أول إصدار مستقر من أوبن سوزي كان مشروع سوزي لينكس 10.0، وتم إطلاقه في 6 أكتوبر عام 2005، وتركوا لك حرية الاختيار لتحميلها كصورة [ISO] أو طلبها داخل صندوقها.

### سوزي لينكس 10.1
في 11 مايو 2006، مشروع اوين سوزي قام بإصدار سوزي لينكس 10.1 مع إعلان بالقائمة البريدية لتحديد xgl، NetworkManager, AppArmor و Xen كسمات بارزة.

### أوبن سوزي 10.2
في الإصدار الثالث، مشروع أوبن سوزي قام بتغيير اسم التوزيعة، فأصبح اسمه أوبن سوزي 10.2 في 7 ديسمبر 2006، ركز المطورين على إعادة صياغة القوائم التي كانت تستخدم في جنوم وكي دي إي، والانتقال إلى نظام الملفات إكس تي 3 وأصبح النظام الافتراضي، وتوفير الدعم لقارئات البطاقات الرقمية، وتحسين إدارة طاقة الجهاز، كما أن من مميزات هذا الإصدار وجود متصفح الانترنت موزيلا فايرفوكس.

### أوبن سوزي 10.3
الإصدار الرابع: أوبن سوزي 10.3، وأصبحت التوزيعة المستقرة في 4 أكتوبر 2007، قام الفريق بمراجعة شاملة لحزم إدارة النظام، كما قاموا بتوفير الدعم لتقنية MP3 من fluendo، وقاموا بتطوير توقيت الإقلاع فأصبح أكثر سرعة من السابق.

### أوبن سوزي 11.0
أوبن سوزي 11.0 تم إصدار النسخة النهائية في 19 حزيران / يونيو 2008، وتتضمن أحدث نسخة من كي دي إي وجنوم، ودعم UMTS، وجدول التطوير سوف يكون على النحو التالي:
| التاريخ  | الإصدار                |
| -------- | ---------------------- |
| 17 يناير | Alpha 1                |
| 7 فبراير | Alpha 2                |
| 17 مارس  | Alpha 3                |
| 17 أبريل | Beta 1                 |
| 2 مايو   | Beta 2                 |
| 13 مايو  | Beta 3                 |
| 29 مايو  | الإصدار ما قبل النهائي |
| 12 يونيو | GoldMaster             |
| 19 يونيو | الإصدار العام          |

### أوبن سوزي 12
تم اصدارها في نوفمبر 16, 2011 وشمل واجهة كي دي أي إصدار 4.7 وجنوم 3.2 وفايرفوكس 7.0.1 ونواة رقم 3.1.0
وكانت أوبن سوزي 12.1 الإصدار الأول الذي تم استخدام systemd بشكل افتراضي بدل من System V التقليدي
وقد صدرة أوبن سوزي 12.2 في يوليو 11, 2012 لكنها تاجلت بسبب قضايا الاستقرار المستمرة وقد اصدر الإصدار النهائي في 2 أغسطس 2012
وكان إصدار واجهة كي دي أي 4.8 وجنوم 3.4 وفايرفوكس 14.0.1 واستخدم محمل الإقلاع قروب2 بشكل افتراضي
وقد اصدرت أوبن سوزي 12.3 في الموعد المقرر لها في تاريخ 13 مارس 2013 وشمل واجهة كي دي أي 4.10 وجنوم 3.6 وفايرفوكس 19.0
وليبرا اوفيس 3.6

## تاريخ الإصدارات
يصدر مشروع أوبن سوزي إصدار كل ثمانية شهور، ويبقى الإصدار مدعوم لغاية سنتين من تاريخ إصداره.
| الاسمالاسم                                                                       | الإصدار      | تاريخ الإطلاق | نهاية الدعم | إصدار النواة   |
| -------------------------------------------------------------------------------- | ------------ | ------------- | ----------- | -------------- |
| سوزي لينكس                                                                       | 10.0         | 2005-10-06    | 2007-11-30  | 2.6.13         |
| سوزي لينكس                                                                       | 10.1         | 2006-05-11    | 2008-05-31  | 2.6.16         |
| أوبِن سوزي                                                                        | 10.2         | 2006-12-07    | 2008-11-30  | 2.6.18         |
| أوبِن سوزي                                                                        | 10.3         | 2007-10-04    | 2009-10-31  | 2.6.22         |
| أوبِن سوزي                                                                        | 11.0         | 2008-06-19    | 2010-06-26  | 2.6.25         |
| أوبِن سوزي                                                                        | 11.1         | 2008-12-18    | 2011-01-14  | 2.6.27         |
| أوبِن سوزي                                                                        | 11.2         | 2009-11-12    | 2011-05-12  | 2.6.31         |
| أوبِن سوزي                                                                        | 11.3         | 2010-07-15    | 2012-01-16  | 2.6.34         |
| أوبِن سوزي                                                                        | 11.4         | 2011-03-10    | 2012-11-05  | 2.6.37         |
| أوبِن سوزي                                                                        | 12.1         | 2011-11-16    | 2013-05-15  | 3.1.0          |
| أوبِن سوزي                                                                        | 12.2         | 2012-09-05    | 2014-01-15  | 3.4.6          |
| أوبِن سوزي                                                                        | 12.3         | 2013-03-13    | 2015-01-01  | 3.7.10         |
| أوبِن سوزي                                                                        | 13.1         | 2013-11-19    | 2016-02-03  | 3.11.6         |
| أوبِن سوزي                                                                        | 13.2         | 2014-11-04    | 2017-01-16  | 3.16.6         |
| أوبِن سوزي ليب                                                                    | 42.1         | 2015-11-04    | 2017-05-17  | 4.1.12         |
| أوبِن سوزي ليب                                                                    | 42.2         | 2016-11-16    | 2018-01-26  | 4.4            |
| أوبِن سوزي ليب                                                                    | 42.3         | 2017-07-26    | 2019-06-30  | 4.4            |
| أوبِن سوزي ليب                                                                    | 15.0         | 2018-05-25    | 2019-12-03  | 4.12           |
| أوبِن سوزي ليب                                                                    | 15.1         | 2019-05-22    | 2021-01-31  | 4.12           |
| أوبِن سوزي ليب                                                                    | 15.2         | 2020-07-02    | 2021-12-31  | 5.3.18         |
| أوبِن سوزي ليب                                                                    | 15.3         | 2021-06-02    | 2022-11-30  | 5.3.18         |
| أوبِن سوزي ليب                                                                    | 15.4         | 2022-06-08    | 2023        | 5.14.21        |
| أوبِن سوزي ليب                                                                    | 15.5         | 2023          | 2024        | غير معروف      |
| أوبن سوزي الدوار                                                                 | ترقية مستمرة | ترقية مستمرة  | —           | آخر إصدار ثابت |
| تنويه:غير مدعومإصدار قديم، ما يزال مدعومأحدث إصدارأحدث إصدار معاينةإصدار مستقبلي |              |               |             |                |

الجدول الزمني لإصدارات توزيعة الأوبن سوزي 
تعذر تجميع إدخال EasyTimeline:

Timeline generation failed: 1 error found

Line 28:    at:21/03/2025 color:today width:0.1

- LineData attribute 'at' invalid.

```
 Date '21/03/2025' not within range as specified by command Period.

```

## وصلات خارجية
- أوبن سوزي على موقع Open Hub (الإنجليزية)
- أوبن سوزي على موقع Framasoft (الفرنسية)
- الموقع الرسمي
- صفحة برنامج أوبن سوزي  على أوبن هب
- صفحة البحث عن الحزم وتثبيتها بنقرة واحدة